# UQCRH
La subunidad 6 del complejo citocromo b-c1, mitocondrial, es una proteína que en los seres humanos está codificada por el gen UQCRH .

Su producto génico es una subunidad de la proteína de la cadena respiratoria Ubiquinol Cytochrome c Reductase (UQCR, Complex III o Cytochrome bc1 complex; EC 1.10.2.2), que consiste en los productos de un gen codificado mitocondrialmente, MTCYTB (citocromo b mitocondrial) y diez genes nucleares: UQCRC1, UQCRC2, citocromo c1, UQCRFS1 (proteína de Rieske), UQCRB, "proteína de 11 kDa", UQCRH (proteína de bisagra cyt c1), presecuencia de proteína de Rieske, "proteína asociada a cyt. c1" y "proteína asociada a Rieske" .